# 布朗克山
布朗克山（英語：Mount Bronk），是南極洲的山峰，位於杜費克海岸，屬於毛德王后山脈中休斯山脈的一部分，海拔高度3,530米，在1929年11月18日由美國探險家發現和拍攝照片，現時由南極條約體系管理。